# José Marroquín
José Ramón Marroquín Norzagaray (ur. 19 grudnia 1964 w mieście Meksyk) – meksykański piłkarz występujący na pozycji obrońcy, obecnie trener Delfines.

## Kariera klubowa
Marroquín pochodzi ze stołecznego miasta Meksyk i jest wychowankiem akademii juniorskiej tamtejszego klubu Pumas UNAM. Do seniorskiej drużyny został włączony w wieku dwudziestu jeden lat przez szkoleniowca Mario Velarde i w meksykańskiej Primera División zadebiutował w sezonie 1985/1986. Premierowego gola w najwyższej klasie rozgrywkowej strzelił 25 sierpnia 1985 w wygranym 3:0 meczu z Tolucą. Po upływie kilkunastu miesięcy wywalczył sobie mocną pozycję w wyjściowym składzie i podczas rozgrywek 1987/1988 zdobył z Pumas jedyne osiągnięcie w swojej karierze – tytuł wicemistrza Meksyku. W połowie 1989 roku przeszedł do ekipy Tiburones Rojos de Veracruz, gdzie występował bez większych sukcesów przez następne pięć lat, przeważnie w roli podstawowego zawodnika. Profesjonalną karierę piłkarską zakończył w wieku 30 lat.

## Kariera trenerska
Po zakończeniu kariery Marroquín został trenerem, początkowo obejmując funkcję szkoleniowca trzecioligowych rezerw klubu Tiburones Rojos de Veracruz o nazwie Tiburones Rojos de Córdoba, gdzie pracował w latach 2009–2010. W 2012 roku podpisał umowę z drużyną Delfines del Carmen z siedzibą w mieście Ciudad del Carmen, również występującą w trzeciej lidze meksykańskiej. Po upływie dwunastu miesięcy ekipa dzięki zakupowi licencji zespołu Neza FC awansowała na zaplecze najwyższej klasy rozgrywkowej – Ascenso MX.